# Cephalocereus
Cephalocereus je rod severoamerických, sloupovitých kaktusů.
Základním druhem je Cephalocereus senilis. Vyznačuje se množstvím vlasů v areolách, které mohou zcela zakrývat stonek. Pěstírny produkují velké množství malých semenáčků, jako „chlupatý kaktus“ nebo „stařeček“ jsou občas v supermarketech a květinářstvích nabízeny široké veřejnosti.

## Taxonomie
Rod Cephalocereus ustanovil v roce 1838 Ludwig Pfeiffer pro sloupovité kaktusy cereusy, vytvářející v květní zóně stonku specificický útvar cephalium (cefálium). Dle moderního pojetí se jedná o nepravé cefálium, takzvané pseudocephalium. Dobou popisu se jedná o jeden ze starých rodů kaktusů. Vymezení rodu se značně měnilo. Zakladatelé moderní taxonomie kaktusů Nathaniel Britton a Joseph Rose (1919–1923) zařazovali do rodu 48 druhů. Později pro mnoho druhů Franz Buxbaum (1958) vytvořil nové rody jako Lemaireocereus, Mitrocereus, Neobuxbaumia, Pachycereus a později dalších 7 rodů. Nakonec zůstaly v rodu dva hlavní druhy, široce známý Cephalocereus senilis a jen vzácně pěstovaný Cephalocereus columna-trajani.
Cephalocereus senilis byl původně popsán jako Cactus senilis Haworth 1824. Po přeřazení jako typový druh rodu Cephalocereus už byl trvale pod tímto jménem uznáván.
Cephalocereus columna-trajani byl původně popsán jako Cereus columna-trajani Karwinsky ex Pfeiffer 1837, do rodu Cephalocereus jej přeřadil K. Schumann v roce 1894.
Druh byl znovu popsán pod jménem Pilocereus hoppenstedtii F. A. C. Weber 1864, a byl dlouho chybně publikován v literatuře jako Cephalocereus hoppenstedtii (F. A. C. Weber) K. Schumann 1894. Místní název je Cardón blanco .
ICSG přiřadila do rodu Cephalocereus několik již méně vlasatých a nižších druhů rodu Neodawsonia. V tomto pojetí zahrnuje rod Cephalocereus tyto druhy.
Cephalocereus apicephalium E. Y. Dawson 1948, (synonymum Neodawsonia)
Cephalocereus columna-trajani (Karwinsky ex Pfeiffer) K. Schumann 1894, Cardón blanco
Cephalocereus nizandensis (Bravo & T. MacDougall) Buxbaum 1965, (synonymum Neodawsonia)
Cephalocereus senilis (Haworth) Pfeiffer 1838
Cephalocereus totolapensis (Bravo & T. MacDougall) Buxbaum 1965, (synonymum Neodawsonia)
Pojetí jiných taxonomů může být odlišné.
Do rodu Cephalocereus byl ještě řazen druh Cephalocereus chrysomalus. Uvádí jej například nejvýznamnější prvorepubliková publikace Otakara Smrže 1929. F. Ritter pro tento druh vytvořil nový monotypický (s jedním druhem) rod Cephalocleistocactus. Toto pojetí ICSG přijalo.[zdroj?]

## Výskyt

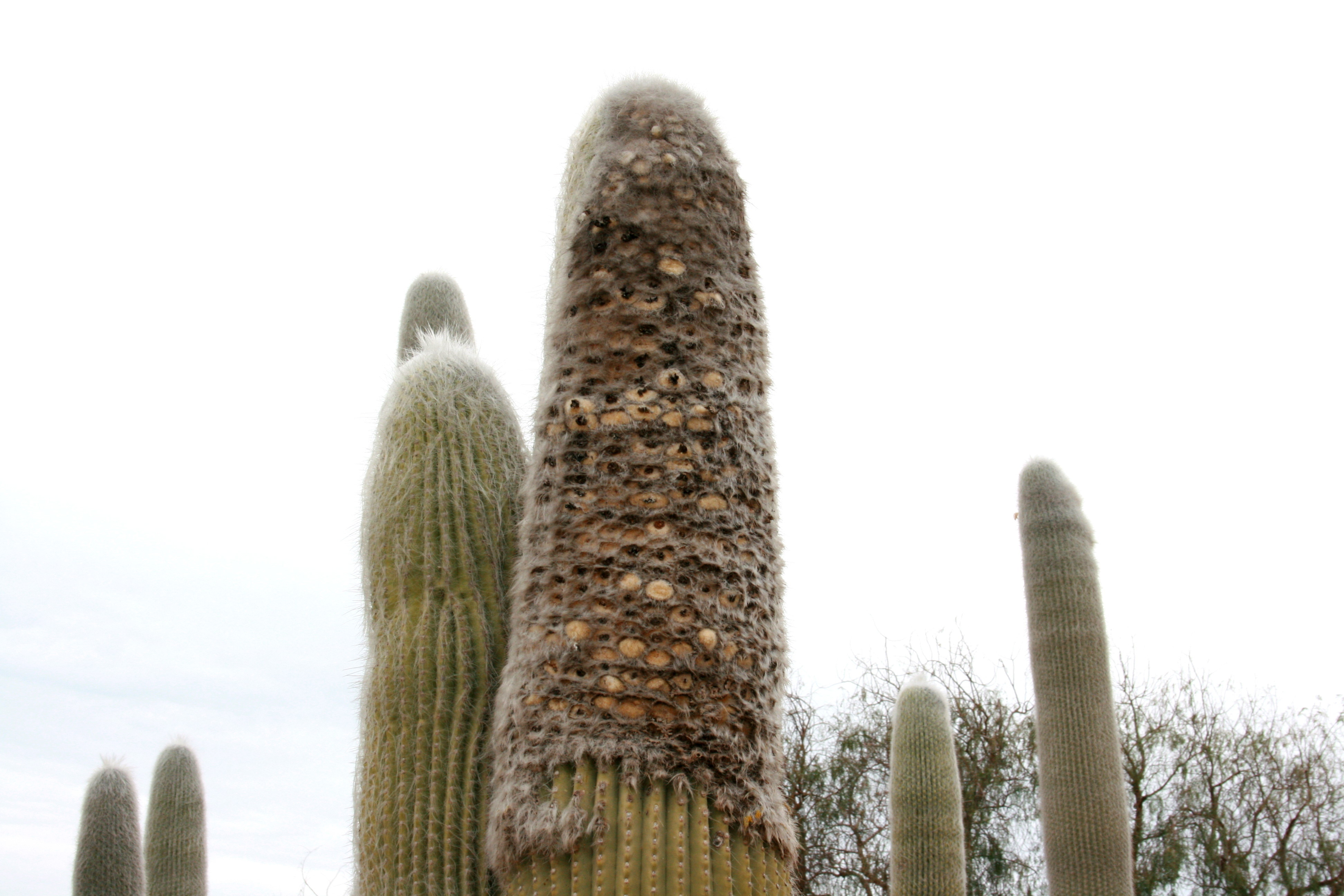
Vzrostlý jedinec Cephalocereus senilis v botanické zahradě.

Oblastí výskytu rodu Cephalocereus jsou různé lokality v teplých a suchých oblastí Mexika., kde rostou v zápoji nižších suchomilných dřevin na svazích údolí.
Cephalocereus apicephalium
Lokality jsou v státu Oaxaca, Mexiko
Cephalocereus columna-trajani
Malý areál výskytu je na svazích teplých roklí Tehuakánského údolí s řídkým suchomilným lesem ve státu Puebla, jižní Mexiko.
Cephalocereus nizandensis
Lokality jsou v státu Chiapas, Mexiko.
Cephalocereus senilis
Nejznámější lokalitou je údolí Barranca de Metztitlán ve státě Hidalgo ve středním Mexiku, známá jako údolí starců. Zde vytváří pravidelné řídké porosty vystupující nad nízké dřeviny. Nověji byly objeveny další lokality u Tolantolongo, Exudas a jinde.
Cephalocereus totolapensis
Oblastí výskytu jsou opadavé suché lesy v jihovýchodní oblasti státu Oaxaca, Mexiko.

## Popis
Sloupovité kaktusy, které rostou vzpřímeně a neodnožují, nebo vytváří přízemní boční větve.
Tvoří nápadné vlasovité vedlejší trny. V dospělosti vytváří nepravé cefálium takzvané (pseudocephalium) ze štětin a husté vlny a díky husté vlně výrazně vystupující, které tvoří oblast vývinu květů a následně plodů. U původních druhů rodu Cephalocereus columna-trajani a Cephalocereus senilis se pseudocefálium vyvíjí na boku stonku pod vrcholem. Zabírá asi jednu pětinu až třetinu obvodu stonku a je značně podlouhlé, až několik metrů. Skupina Neodawsonia vytváří terminální pseudocephalium, které nové vegetační ročníky stonku prorostou. Vytváří tak postupně výrazné prstence okolo stonku, které jsou na výšku úzké. Areoly v pseudocefáliu nevytváří trny, jen hustou vlnu, která chrání zárodky poupat. Z pseudocefália vznikají zvonkovité noční květy. Mají široké okvětní lístky ohnuté nazpět, na okraji jícnu široký a hustý kruh prašníků a výraznou, mírně vystupující bliznu ve středu květu.
Plody jsou podlouhlé, s malými šupinami a někdy vlnou. Semena jsou kapkovitá, lesklá, černá.

### Cephalocereus columna-trajani
Rostliny jsou velké, vzpřímené, 6 až 10 m vysoké, neodnožující. Stonek je šedozelený, má až 40 cm v průměru. Nese 16–26 žeber. Areoly jsou vlnaté, bílé, blízko vrcholu s množstvím bílých vlasů. Středových trnů je 5 až 8, směřují dolů, jsou až 8 cm dlouhé, šedavé. Okrajových trnů je 14–18, bělavých, až 1 cm dlouhých. Boční pseudocefália jsou pokryta žlutavou vlnou, 4 až 6 cm dlouhou. Květy jsou až 7,5 cm dlouhé a široké, bílé, nažloutlé, vonící.

### Cephalocereus senilis
Rostliny vzpřímené, jen vzácně bazálně rozvětvené, obvykle asi 10 až 12 m vysoké, vzácně až 18 m vysoké, v poměru k výšce štíhlé, až 30 cm (dle některých údajů až 40 cm) v průměru. Žeber je 20–30. Středových trnů je 1–5, jsou 1 až 5 cm dlouhé, žlutavé, šedavé. Na mladých a kulturních rostlinách jsou nenápadné, nebo chybí. Okrajových trnů je 20 až 30, jsou vlasovité, 6 až 12 cm dlouhé, zkroucené, bělostné, velmi výrazné. Tvoří vizuální charakter rostliny. Květy jsou nálevkovité, 8–9 cm dlouhé, okvětí je až 8 cm široké, žlutorůžové. Plody jsou oválné, až 3–5 cm dlouhé, většinou namodralé až načervenalé barvy.

### Cephalocereus apicephalium
(synonymum Neodawsonia). Menší rostliny 1 až 3 m vysoké, s průměrem modrozeleného stonku 7–10 cm. Stonek má 22 až 27 žeber. Areoly jsou elipsoidní. Středových trnů je 1 až 6, jsou na bázi ztloustlé, směřující dolů, 2–4 cm dlouhé, jsou v od oranžové až po černou barvu. Okrajových trnů je 9–12, šedavých, bělavých, až 2 cm dlouhých. Terminální pseudocefálium nese až 5 cm dlouhou vlnu a vlasy. Pseudocefália minulých ročníků na stonku dlouho přetrvávají a tvoří výrazné prstence. Květy jsou 5–6 cm dlouhé, 3 cm široké, růžové, s žlutými odstíny.

### Cephalocereus nizandensis
(synonymum Neodawsonia). Rostliny jsou vzpřímené, převážně nerozvětvené, 2–3 m vysoké, až 15 cm v průměru. Žeber je 15–28. Středových trnů je obvykle 6, tvrdých, směřují nahoru, jsou 1 cm dlouhé, žluté. Okrajových trnů je 16, ohebných, žlutavých, až 3 cm dlouhých. Terminální pseudocefália jsou pokryta žlutavou až nahnědlou vlnou, až 3 cm dlouhou. Starší ročníky tvoří prstence okolo stonku. Květy jsou 4 cm velké, růžové

### Cephalocereus totolapensis
(synonymum Neodawsonia). Rostliny vzpřímené, nerozvětvené, 3–8 m vysoké, až 15 cm v průměru. Barva stonku je hnědozelená až šedozelená. Žeber je až 28. Areoly jsou kruhovité, pokryté šedobílou vlnou. Středových trnů je 3 až 6, jsou 0,5–1,3 cm dlouhé, bílé, s tmavou špičkou. Okrajových trnů je 10–13, stejně dlouhých, bílých. Pseudocefálium je terminální a na začátku vegetace je prorosteno novým stonkem. Pseudocefália minulých ročníků na boku stonku dlouho přetrvávají a tvoří výrazné neuzavřené prstence. Po opadu vlny po více letech je na stonku vidět zúžení průměru v místě bývalého pseudocefália. Vlna pseudocefália je jemná, bílá, nažloutlá, občas se objeví štětinovité ostníky až 3 cm dlouhé. Květy jsou až 3,5 cm velké, růžové, s žlutými odstíny. Plod je až 3 cm velký, oválný. Plod i květní trubka nesou za šupinami bílou vlnu a jemné štětiny.

## Pěstování
V kultuře se široce pěstuje Cephalocereus senilis. Ostatní druhy pěstují jen okrajově kaktusáři. Všechny druhy vyžadují osluněné pěstování za sklem se zálivkou střídanou s vyschnutím substrátu a zcela suché přezimování při teplotě nad 10–12 °C.